# Los años nuevos
Los años nuevos és una minisèrie de televisió per internet hispano-francesa de drama i coming of age creada per Rodrigo Sorogoyen, Sara Cano i Paula Fabra per a Movistar Plus+ i Arte. Està produïda per Caballo Films i protagonitzada per Iria del Río i Francesco Carril. La seva estrena a Espanya en Movistar Plus+ va ser per al 28 de novembre de 2024, per a després concloure el 12 de desembre de 2024.

## Argument
Ana (Iria del Río) compleix 30 anys el dia d'Any Nou amb la vida encara per resoldre: viu en un pis compartit, no li agrada el seu treball, i canvia sovint d'amics. Óscar (Francesco Carril) compleix 30 anys el dia de Nit de cap d'any amb la vida gairebé resolta: metge vocacional, amics fidels, i una relació que va i ve. La nit en la qual els dos compleixen els 30 es coneixen, s'enamoren, i comencen una relació les anades i les vingudes de la qual s'allargaran deu anys.

## Repartiment
- Iria del Río com Ana
- Francesco Carril com Óscar

## Capítols
| Núm. | Títol                | Direcció                   | Guió                                                         | Data d'estrena original |
| ---- | -------------------- | -------------------------- | ------------------------------------------------------------ | ----------------------- |
| 1    | «Episodio 1» «2015»  | Rodrigo Sorogoyen          | Sara Cano, Paula Fabra i Rodrigo Sorogoyen                   | 28 de novembre de 2024  |
| 2    | «Episodio 2» «2016»  | Sandra Romero              | Sara Cano, Paula Fabra i Rodrigo Sorogoyen                   | 28 de novembre de 2024  |
| 3    | «Episodio 3» «2017»  | Sandra Romero              | Sara Cano, Paula Fabra i Rodrigo Sorogoyen                   | 28 de novembre de 2024  |
| 4    | «Episodio 4» «2018»  | Sandra Romero              | Sara Cano, Paula Fabra, Antonio Rojano i Rodrigo Sorogoyen   | 28 de novembre de 2024  |
| 5    | «Episodio 5» «2019»  | Rodrigo Sorogoyen          | Sara Cano, Paula Fabra, Marina Rodríguez i Rodrigo Sorogoyen | 28 de novembre de 2024  |
| 6    | «Episodio 6» «2020»  | David Martín de los Santos | Sara Cano, Paula Fabra i Rodrigo Sorogoyen                   | 12 de desembre de 2024  |
| 7    | «Episodio 7» «2021»  | Rodrigo Sorogoyen          | Sara Cano, Paula Fabra, Marina Rodríguez i Rodrigo Sorogoyen | 12 de desembre de 2024  |
| 8    | «Episodio 8» «2022»  | David Martín de los Santos | Sara Cano, Paula Fabra i Rodrigo Sorogoyen                   | 12 de desembre de 2024  |
| 9    | «Episodio 9» «2023»  | David Martín de los Santos | Sara Cano, Paula Fabra i Rodrigo Sorogoyen                   | 12 de desembre de 2024  |
| 10   | «Episodio 10» «2024» | Rodrigo Sorogoyen          | Sara Cano, Paula Fabra i Rodrigo Sorogoyen                   | 12 de desembre de 2024  |

## Producció
El 25 d'octubre de 2023, es va anunciar que havia començat el rodatge de la sèrie Los años nuevos, la cual sería el tercer proyecto de Rodrigo Sorogoyen para Movistar Plus+ la qual seria el tercer projecte de Rodrigo Sorogoyen per a Movistar Plus+ després d'Antidisturbios i el capítol "Negación" d’Apagón, a més de la cancel·lació de la sèrie de Sorogoyen sobre la Guerra civil espanyola. Es van anunciar Iria del Río i Francesco Carril com els actors protagonistes. El rodatge de la sèrie va tenir lloc a la Comunitat de Madrid, així com a la ciutat francesa de Lió i la ciutat alemanya de Berlín.
Al març de 2024, es va anunciar que el rodatge de la sèrie havia conclòs i que el capítol final de la sèrie estaria format per un pla seqüència.

## Llançament i màrqueting
Al juliol de 2024, es va anunciar que Los años nuevos tindria la seva estrena mundial a la 81a Mostra Internacional de Cinema de Venècia el 3 de setembre de 2024. També es va anunciar que es projectarà dl Festival Internacional de Cinema de Tòquio el 29 d'octubre de 2024. Es va estrenar a Espanya en la Seminci els dies 18 i 19 d'octubre de 2024.
El 15 d'octubre de 2024, Movistar Plus+ va anunciar que estrenaria la sèrie en la seva plataforma en dues tandes: els cinc primers capítols s'estrenarien el 28 de novembre de 2024, i els cinc capítols restants s'estrenarien el 12 de desembre de 2024. La plataforma també va anunciar que abans de la seva estrena en streaming el projecte passaria per cinemes seleccionats, en una data encara per determinar.

## Reconeixements
| Any  | Premi                                        | Categoria                              | Nominat                                                                           | Resultat | Ref    |
| ---- | -------------------------------------------- | -------------------------------------- | --------------------------------------------------------------------------------- | -------- | ------ |
| 2024 | XXX Premis Cinematogràfics José María Forqué | Millor actriu en sèrie                 | Iria del Río                                                                      | Nominat  | [ 13 ] |
| 2025 | XII Premis Feroz                             | Millor sèrie dramàtica                 | Millor sèrie dramàtica                                                            | Pendent  | [ 14 ] |
| 2025 | XII Premis Feroz                             | Millor actor protagonista d'una sèrie  | Francesco Carril                                                                  | Pendent  | [ 14 ] |
| 2025 | XII Premis Feroz                             | Millor actriu protagonista d'una sèrie | Iria del Río                                                                      | Pendent  | [ 14 ] |
| 2025 | XII Premis Feroz                             | Millor guió en sèries                  | Rodrigo Sorogoyen, Sara Cano, Paula Fabra, Marina Rodríguez Colás, Antonio Rojano | Pendent  | [ 14 ] |